# Souvenir (nouvelle, 1882)
Pour les articles homonymes, voir Souvenir.
Souvenir est une nouvelle de Guy de Maupassant, parue en 1882.
" Depuis la veille, on n'avait rien mangé..."

## Historique
Souvenir est initialement publiée dans la revue Gil Blas du 16 février 1882, sous le pseudonyme de Maufrigneuse, et dans quatre autres revues.
Cette nouvelle est la reprise du Mariage du lieutenant Laré , publié quatre années plus tôt. Seule la fin diffère.
La même histoire, avec certains passages identiques, mais insérée dans un récit-cadre où le narrateur entend démontrer qu'une présence féminine galvanise le moral des soldats, est utilisée encore en 1884 dans Les idées du Colonel, nouvelle qui fait partie du recueil Yvette.
Parue en 1882, Souvenir ne doit pas être confondue avec la nouvelle homonyme, publiée en 1884.

## Résumé
Guerre franco-prussienne de 1870. Une journée d’hiver, une troupe de deux cents francs-tireurs français se terrent dans une ferme abandonnée et y dorment. Encerclés par les Allemands, ils repartent de nuit pour gagner Blainville où ils espèrent recoller à l’armée en déroute.
Des ombres, deux silhouettes : « Halte ! » C’est le sommelier du comte de Roufé et sa fille qui fuient. Ils ont vu les Allemands fusiller trois gardes et pendre le jardinier. Les deux civils se joignent à la troupe. Bientôt, la jeune fille s’écroule de fatigue. Elle ne pourra pas aller plus loin. Aussitôt, les hommes, que la présence d’une femme ragaillardit, lui font un brancard qu’ils porteront à tour de rôle.
Des uhlans approchent. La troupe tire. Les douze cavaliers sont tués sur le coup. Quand la troupe arrive à Blainville, ce sont des cris de joie : « Vive la république ! »
Épilogue. Douze ans plus tard, le narrateur croise la jeune fille. On lui dit qu’elle est la vicomtesse, fille du comte de Roufé. 

## Édition française
- Souvenir, dans Maupassant, Contes et Nouvelles, tome I, texte établi et annoté par Louis Forestier, éditions Gallimard, Bibliothèque de la Pléiade, 1974  (ISBN 978 2 07 010805 3)